# Titanic (bande originale)
Pour les articles homonymes, voir Titanic (homonymie).
Titanic : Music from the Motion Picture est la bande originale du film Titanic réalisé par James Cameron en 1997, et composée par James Horner. L'album est mis en vente par Sony Classical le 18 novembre 1997. Comme le film, il a un grand succès avec plus de 30 millions d'exemplaires écoulés, ce qui fait de lui l'un des albums les plus vendus de tous les temps. La bande originale du film remporte de nombreux prix, par exemple lors de la 70e cérémonie des Oscars en 1998. À la suite du succès de la bande originale du film, Sony Classical propose un deuxième album, Back to Titanic, sorti en août 1999. Fin 2018, le label La-La Land Records édite une version augmentée de la musique en 4 cd, les 3 premiers étant consacrés à la musique de James Horner et le 4e aux morceaux interprétés par I Salonisti et Gaelic Storm.

## Production

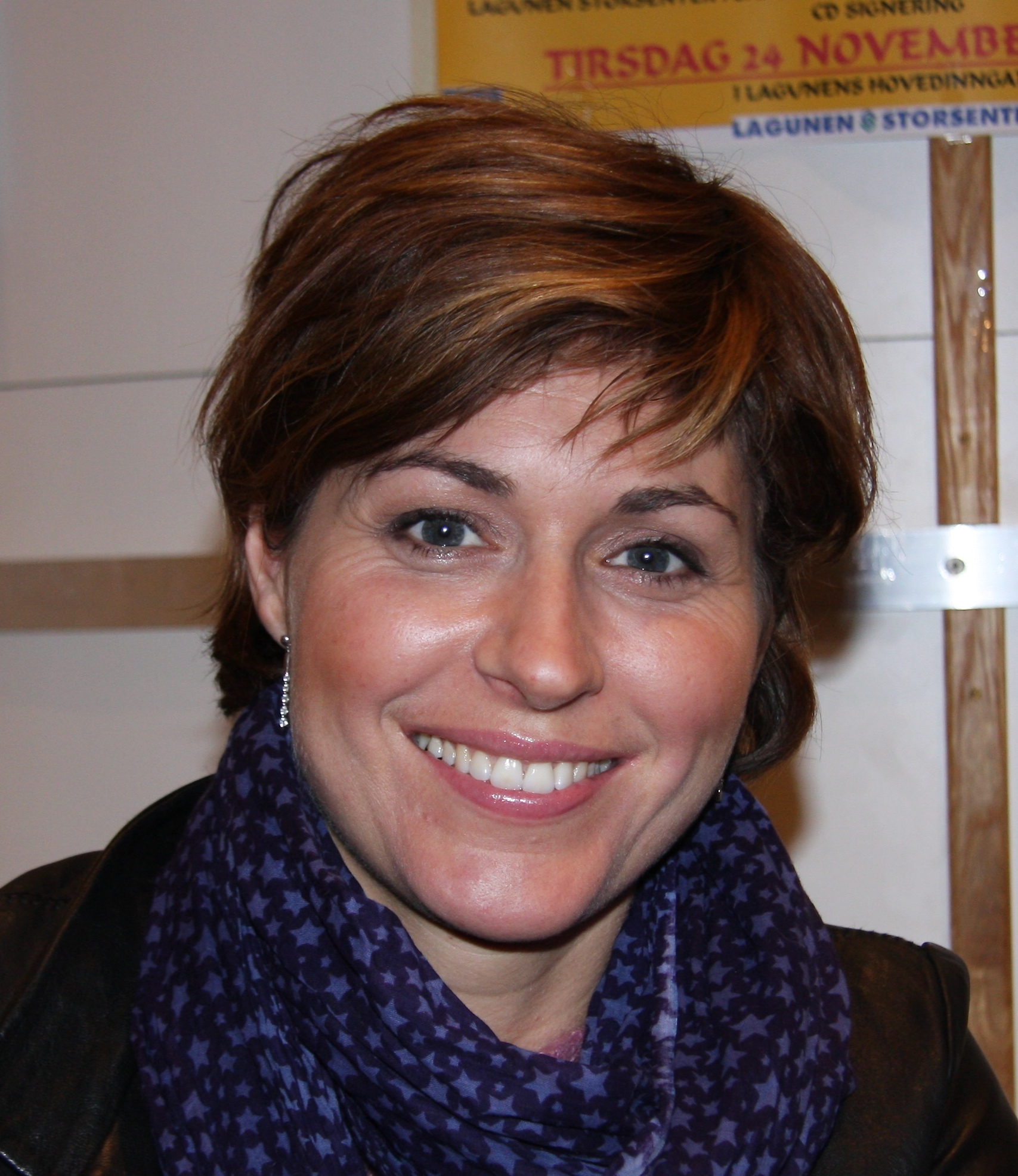
Sissel Kyrkjebø prête sa voix pour les musiques de la BO.

L'intention initiale du réalisateur du film, James Cameron, était d'engager Enya pour composer les musiques du film. Après le refus de cette dernière, qui ne veut pas envisager une collaboration artistique autre qu'avec ses deux partenaires habituels, il s'adresse à James Horner, malgré les mauvaises relations qu'ils avaient eues lors de leur première collaboration sur le film Aliens, le retour (1986). Mais l'écoute de la bande son de Braveheart (1995) convainc finalement le réalisateur de demander à Horner de travailler sur Titanic,. Lors de la composition, Horner tient compte du style d'Enya, et la chanteuse norvégienne Sissel Kyrkjebø est choisie pour prêter sa voix à la partie vocale des musiques.
James Cameron aurait dit à Horner : « Imprègne-toi du film et écris Jack, écris Rose, écris Titanic. Et quand tu auras choisi celles qui te conviennent, tu auras fait 90 % du travail » (« Steep yourself in the footage and write Jack, write Rose, write Titanic. And when you have those, you'll have done ninety percent of the work. »). Trois semaines plus tard, Horner montre le résultat d'une démo à Cameron, qui a les yeux larmoyants. Par la suite, Horner fait écouter à Cameron les musiques liées aux moments tristes du film, comme la mort de Jack, ce qui fait à nouveau pleurer le réalisateur du film. Les musiques composées par Horner sont exactement ce qu'il voulait,.
Horner a entendu Sissel dans l'album Innerst i sjelen de Ole Paus et il a particulièrement aimé la façon dont chantait l'artiste sur la musique Ex Veit je Himmerik Ei Borg. Il fait par la suite auditionner entre 25 et 30 chanteurs pour la partie vocale de la bande son, mais il choisit finalement Sissel. Sissel est entendue dans les titres suivants : Never an Absolution, Rose, Unable to Stay, Unwilling to Leave, A Promise Kept, A Life So Changed, An Ocean of Memories et Hymn of the Sea.
Céline Dion, qui a déjà chanté des musiques dans les années 1990, chante My Heart Will Go On, la chanson phare du film, après avoir été convaincue par son mari et agent René Angélil de faire des essais. La chanson est écrite par James Horner et Will Jennings. Dans un premier temps, le réalisateur ne souhaite pas mettre une chanson dans le générique de fin du film, mais Horner est en désaccord à ce choix. Sans en parler à Cameron, le compositeur décide d'écrire la chanson et choisit Céline Dion pour la chanter. Dès que le projet est présenté à la chanteuse, cette dernière n'est pas enjouée à l'idée de travailler sur ce projet après une longue tournée ; et à cela s'ajoute une détestation à l'égard de la chanson. Elle accepte néanmoins de faire la maquette, mais ne manifestera aucune motivation lors de l'enregistrement, au point de boire un verre de café avant de chanter, ce qu'elle ne fait jamais. Cependant, l'unique prise de la maquette qui sera enregistrée sera la bonne et deviendra la bande originale du film. Cameron change d'ailleurs rapidement d'avis quand Horner lui fait écouter le résultat. Par la suite, My Heart Will Go On devient un succès mondial et finit au sommet des classements dans le monde,,. La chanson finit par remporter l'Oscar de la meilleure chanson originale lors de la cérémonie des Oscars en 1997, ainsi que le Golden Globe de la meilleure chanson originale lors de la cérémonie des Golden Globes en 1998,. Les récompenses obtenues par la chanson chantée par Céline Dion complètent le prix obtenu par l'album aux Oscars en catégorie Oscar de la meilleure musique de film, en sous-catégorie Meilleure partition originale pour un film dramatique.
Par la suite, d'autres artistes sont invités à soumettre leurs chansons pour le film, dont le chanteur contemporain Michael W. Smith. Il mentionne dans la pochette de son album Live the Life (1998) à propos de la chanson In My Arms Again : « Inspirée et écrite pour le film Titanic, reconnaissant pour l'occasion de leur avoir envoyé une chanson, reconnaissant qu'elle ce soit retrouvé sur cet album. » (« Inspired and written for the movie Titanic, grateful for the opportunity to send them a song; grateful it landed on this record. »)
Peu après le succès de la bande originale du film, Horner décide de composer un deuxième album, Back to Titanic, destiné à sortir en même temps que la vidéo du film en août 1998.
Pour la chorale de fond de certaines pistes, Horner utilise un chœur numérique à la place d'une vrai. Après avoir enregistré la musique orchestrale, il effectue personnellement la chorale synthétisée sur la piste d'enregistrement. Il le fait en mode numérique afin d'éviter un son d'église.
En 2012, le film Titanic ressort en salle au format 3D pour célébrer le centenaire du naufrage du bateau. À cette occasion, une version Anniversaire de la bande originale sort en deux éditions : l'édition standard qui contient la BO du film remastérisée, accompagnée du CD Gentlemen, It Has Been A Privilege Playing With You Tonight, où figurent toutes les musiques classiques entendues dans le film. L'album porte le nom de Titanic: Music from the Motion Picture - Anniversary Edition. L'édition deluxe contient les CD cités avant, mais avec l'album Back of Titanic remastérisé ainsi qu'une compilation de chansons datant du début du XXe siècle en plus. Cet album porte le nom Titanic: Music from the Motion Picture - Anniversary Edition Collector.
En 2018, pour célébrer le 20e anniversaire du film, le label La-La Land Records édite une version augmentée de la musique, répartie sur 4 cd. Les deux premiers disques contiennent les morceaux dans la vision initiale de James Horner. Le troisième cd est consacré à des versions alternatives ainsi qu'à quelques titres supplémentaires. Le dernier cd contient les morceaux joués par I Salonisti et Gaelic Storm. La chanson interprétée par Céline Dion ne figure pas dans ce coffret, sans doute pour des raisons de droit. Toutefois, il renferme de nombreux morceaux inédits et permet de se rendre encore mieux compte de l'intelligence et de l'ampleur du travail accompli par James Horner.

## Back to Titanic
À la suite du grand succès obtenu par la BO de Titanic, Sony Classical propose un nouvel album nommé Back to Titanic. Sorti le 25 août 1998, ce dernier coïncide avec la sortie VHS du film.
James Horner revient sur le podium d'orchestre pour enregistrer trois suites avec le London Symphony Orchestra. Si ces suites reprennent pour l'essentiel des morceaux de l'album précédent, elles donnent aussi à entendre quelques passages inédits. De plus, les synthétiseurs y sont remplacés par de véritables instruments et chœurs. Il s'agit donc d'une approche entièrement symphonique de la musique originale. Le cd contient aussi un montage de quelques passages d'actions. Cette "suite" a été conçue à partir des sessions d'enregistrement de la musique du film.
L'interprétation par Moya Brennan de Come Josephine in my Flying Machine fait également partie des nouveaux enregistrements de l'album. Dans le film, Jack chante à Rose lorsqu'ils sont tous deux à l'avant du bateau. Puis Rose la chantonne en attendant d'être secourue dans les eaux froides de l'océan Atlantique.

La version single de My Heart Will Go On est également présente. Elle contient quelques dialogues du film mettant en scène Rose et Jack. C'est donc une version exclusive à cet album.
Enfin, ce second volume de la bande originale contient 2 morceaux interprétés par I Salonisti et un par Gaelic Storm.
L'album a du succès, mais pas autant que son prédécesseur,. Le 2 octobre 1998, il est certifié « Platine » par la Recording Industry Association of America (RIAA) pour un total d'un million d'exemplaires expédiés aux États-Unis. En décembre 2008, l'album a été vendu à 1,2 million d'exemplaires dans ce pays, selon Nielsen SoundScan.

## Compositeur

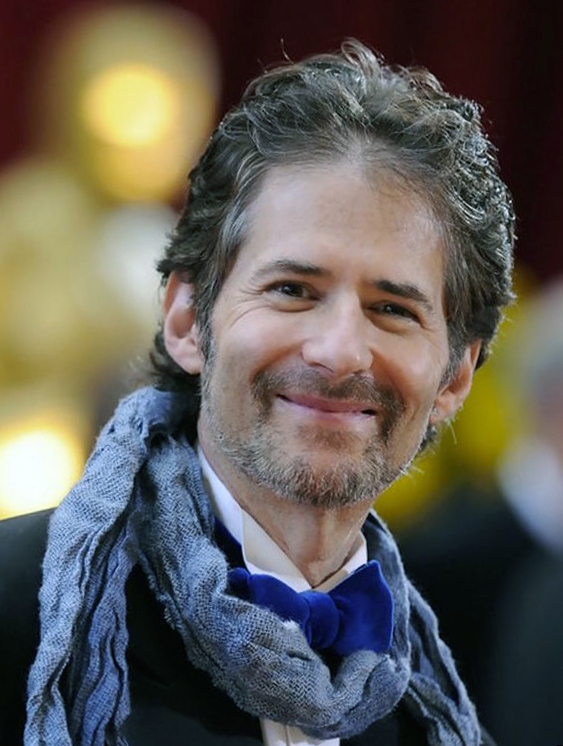
James Horner a composé les musiques du film.

James Horner est un compositeur et chef d'orchestre né le 14 août 1953 à Los Angeles en Californie. Il a étudié au Royal College of Music et est entré dans le monde de la musique de film.
Horner a composé une centaine de bandes sonores pour des films, comme le deuxième et le troisième film de la saga Star Trek (1982 et 1984), Aliens, le retour (1986), Apollo 13, Casper et Braveheart (1995), L'Homme bicentenaire (1999), Le Grinch (2000), Troie (2004), Les Chroniques de Spiderwick (2007), Le Garçon au pyjama rayé (2008), Avatar (2009) ou encore Karaté Kid (2010).
En plus d'avoir obtenu des prix avec la bande originale de Titanic, il est également nommé grâce aux films Aliens, le retour, Fievel et le Nouveau Monde (1987), Glory (1990), Jusqu'au bout du rêve (1989), Légendes d'automne (1995), Braveheart, Apollo 13, Un homme d'exception (2002), House of Sand and Fog (2008) ou encore Avatar.

## Accueil
Comme le film, la BO a un grand succès et est bien accueillie par les critiques. Stephen Thomas Erlewine de AllMusic admire comme beaucoup d'autres la « voix envoûtante » de la chanteuse Sissel. Il dit également que l'album « offre exactement ce qu'il promet », qu'il réussit à ne pas « tomber dans le mélodrame typique » et qu'il est « délicatement romantique ».
Joe Tracy de la revue Hollywood Lot estime que l'album était la « meilleure bande sonore de James Horner » et que « la musique était émouvante, il était facile de se perdre en elle et la BO était puissante en cas de besoin ». BSOSpirit l'a également considéré comme le meilleur travail de Horner et l'a comparé à la « perfection de Braveheart ». Quentin Billard de Cinezik pense de même : « James Horner a composé sa plus belle partition pour « Titanic », sans aucun doute l'œuvre phare de toute sa carrière, ou du moins un véritable accomplissement pour le compositeur. »
Richard Elen de Audio Video Revolution fait remarquer qu'il est aujourd'hui presque impossible d'écouter une musique celtique sans se souvenir de celles de Titanic. Lynden Barber de Urban Cinefile a dit que la bande sonore fonctionnait de façon subliminale avec le film, mais à son goût elle était « trop sentimentale et romantique ».
Sur Allobo, un critique dit que la musique « Never an Absolution est sans doute la mélodie dont on se souvient le plus dans le film ».

## Classifications
Titanic: Music from the Motion Picture devient la bande originale la plus vendue de l'histoire avec plus de 30 millions d'exemplaires vendus. Ce succès amène la création d'un deuxième volume : Back to Titanic qui contient un mélange d'enregistrements de bandes-son inédits et des réenregistrements de certaines musiques du film, dont une piste enregistrée par le groupe Clannad (dont Enya est une ex-membre) et une autre enregistrée par Moya Brennan. Back to Titanic est certifié disque de platine par la RIAA,.
La bande originale du film grimpe rapidement le Billboard 200, en passant de la position no 11 à la 1re position au classement de janvier 1998, et reste au sommet pendant seize semaines consécutives jusqu'à ce qu'elle soit dépassée par l'album Before These Crowded Streets de Dave Matthews Band. La bande son est certifiée 11 × Platine pour 11 millions d'exemplaires distribués aux États-Unis. Elle devient ainsi l'album le plus vendu durant l'année 1998 et la BO la plus rapidement certifiée,.
De plus, la bande originale est classée no 1 dans au moins 14 pays dont le Royaume-Uni, le Canada et l'Australie. L'album est certifié 5 × Platine par l'ARIA (Australie) pour 350 000 exemplaires envoyés et disque de diamant par le CRIA (Canada) pour 1 million d'exemplaires envoyés,. La BO fait également partie de la liste des meilleures ventes d'albums à Taïwan avec 1,1 million d'exemplaires vendus. Seul album étranger à avoir dépassé le million d'exemplaires, il est certifié 22 × Platine.
| Classement (2013–2014)             | Position |
| ---------------------------------- | -------- |
| Australie (ARIA)                   | 3        |
| Autriche (Ö3 Austria Top 40)       | 1        |
| Belgique (Flandre Ultratop)        | 1        |
| Belgique (Wallonie Ultratop)       | 1        |
| Canada (Canadian Albums Chart)     | 1        |
| Danemark (Tracklisten)             | 1        |
| Pays-Bas (MegaCharts)              | 1        |
| Finlande (Suomen virallinen lista) | 1        |
| France (SNEP)                      | 1        |
| Allemagne (GFK)                    | 1        |
| Hongrie (Mahasz)                   | 1        |
| Irlande (IRMA)                     | 1        |
| Malaisie (RIM)                     | 1        |
| Italie (FIMI)                      | 2        |
| Japon (Oricon)                     | 3        |
| Nouvelle-Zélande (RMNZ)            | 1        |
| Norvège (VG-lista)                 | 1        |
| Portugal (AFP)                     | 1        |
| Espagne (Promusicae)               | 1        |
| Suède (Sverigetopplistan)          | 1        |
| Suisse (Schweizer Hitparade)       | 1        |
| Royaume-Uni (UK Albums Chart)      | 1        |
| États-Unis (Billboard 200)         | 1        |

| Pays             | Certification |
| ---------------- | ------------- |
| Australie (ARIA) | 5 × Platine   |
| Autriche         | 2 × Platine   |
| Belgique         | 3 × Platine   |
| Canada           | Diamant       |
| France           | Diamant       |
| Allemagne        | 5 × Or        |
| Japon            | Diamant       |
| Pologne          | 7 × Platine   |
| Suède            | 2 × Platine   |
| Suisse           | 4 × Platine   |
| Royaume-Uni      | 3 × Platine   |
| États-Unis       | 11 × Platine  |
| Europe           | 5 × Platine   |

## Tournées et concerts

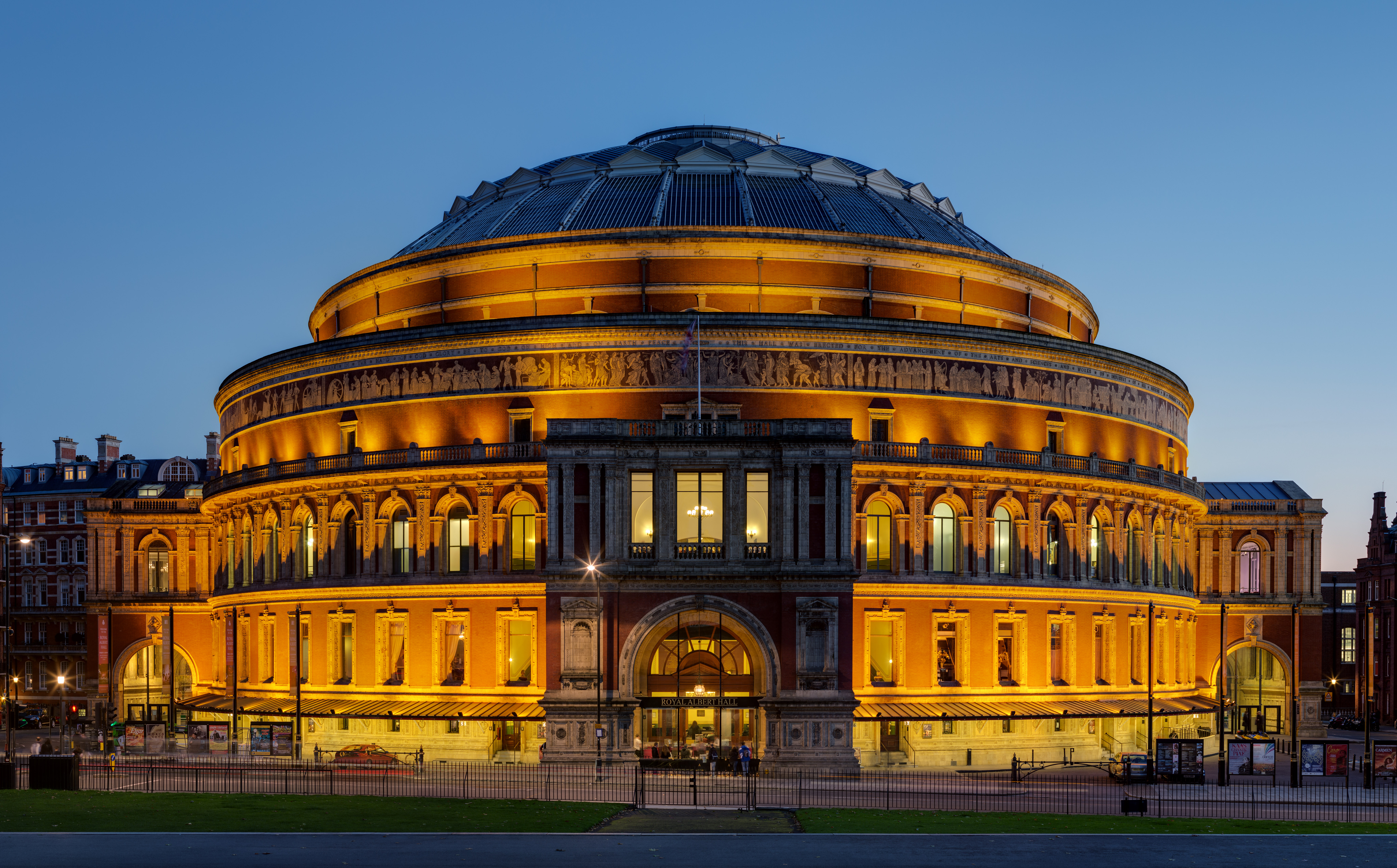
Le Royal Albert Hall à Londres

Le mercredi 19 mai 1999, un concert organisé par Horner et Sony Music est prévu à Londres. Les deux suites écrites pour l'album Back to Titanic (Titanic Suite, Epilogue – The Deep and Timeless Sea) ainsi qu'un ballet celtique avec le groupe Riverdance présenté en première mondiale doivent notamment être joués. James Horner, trop occupé par la composition de Mighty Joe Young, ne peut pas achever son ballet à temps, provoquant l'annulation du concert.
Lors de la première du film 3D, Horner tient à faire un bref concert avant que le film ne soit montré le 27 mars 2012 dans le Royal Albert Hall à Londres. La séance est estimée à une durée de 15 minutes, avec Horner en chef d'orchestre, Sissel en tant que chanteur, et avec les chœurs et orchestre en arrière-plan. Le 27 avril 2015, le concert Titanic Live est présenté à Londres dirigé par Horner avec 90 musiciens, chœurs et solistes, tandis que le film est projeté sur un écran en haute définition. Il s'agit d'une première mondiale. Horner déclare :  « Je suis très flatté et ravi d'avoir été invité à représenter la bande originale de Titanic en direct avec l'orchestre. D'habitude, mettre la musique dans un film est un processus très technique que le public n'a jamais la chance de voir... ». Il dit également : « Il y a tellement de gens de grand talent qui créent les musiques de films. Il est donc un grand honneur pour moi d'avoir l'occasion de partager l'expérience, la performance, de tous les musiciens derrière la magie ». Par la suite, d'autres concerts similaires sont annoncés dans plusieurs pays d'Europe dont l'Allemagne, la Belgique et l'Autriche. Les derniers concerts ont lieu les 26, 27 et 28 juin 2015 au Palais de Congrès à Paris avec l'orchestre national d'Île-de-France, comme il a été fait pour les films Le Seigneur des Anneaux et Gladiator, tous deux réalisés par Ridley Scott,.

## Fiche technique
- Musiques : James Horner, Jacques Offenbach
- Paroles : Will Jennings (My Heart Will Go On (Love Theme from Titanic))
- Production : James Horner, Walter Afanasieff, et Simon Franglen
- Monteur son : Jim Henrikson
- Séquenceur musical : Joe E. Rand
- Enregistrement et mixage : Shawn Murphy
- Assistant mécanicien : Andy Bass et David Marquette
- Voix : Sissel Kyrkjebø et Céline Dion

Source : Livret de l'album Titanic : Anniversary Edition, Sony Music Entertainment, (P) 2012 Paramount Pictures (ASIN B0076DJU5A)

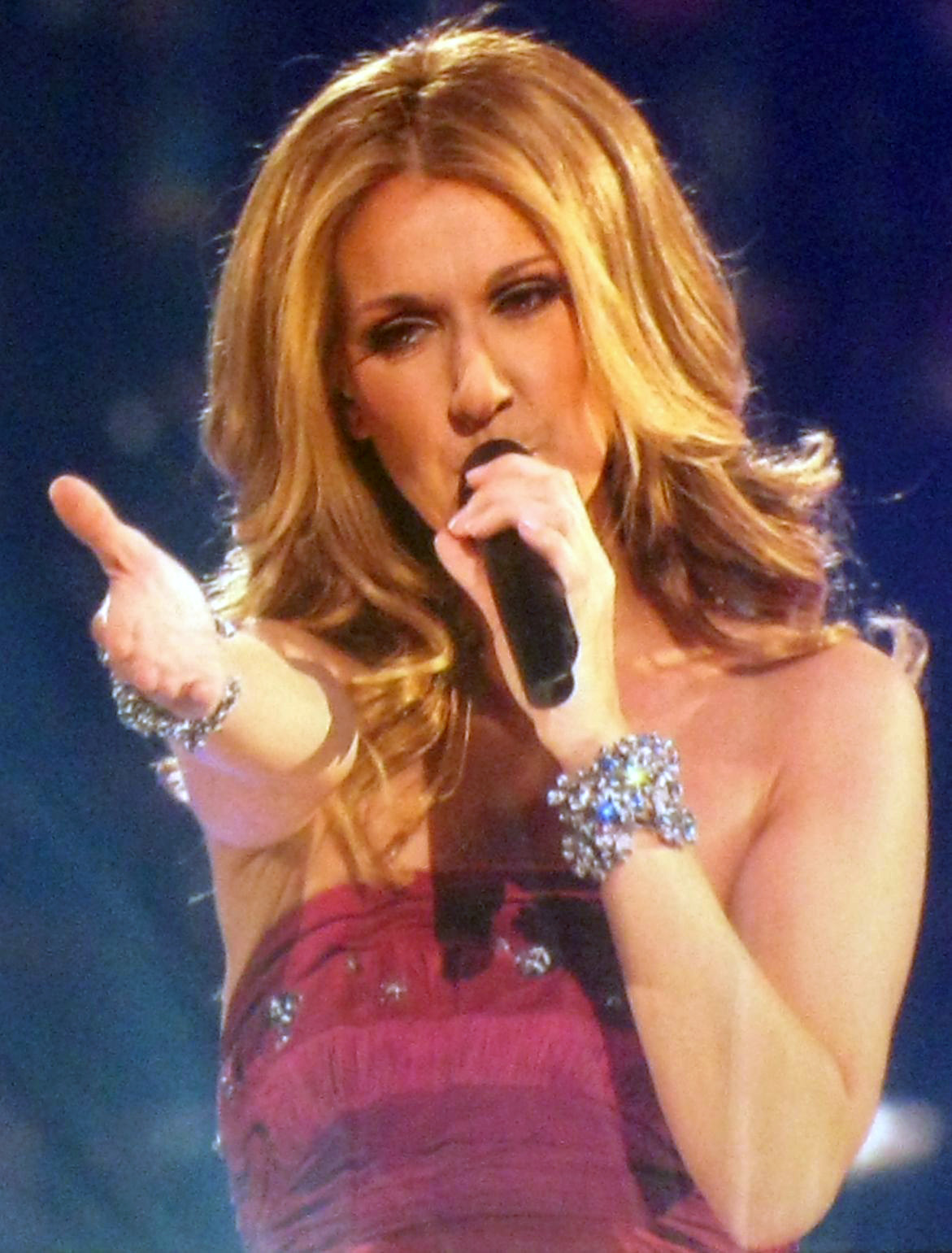
Céline Dion chante My Heart Will Go On, la chanson phare du film.

### Les titres

#### Édition originale
Toute la musique est composée par Jacques Offenbach et James Horner .
| 1.  | Never an Absolution                                                                 |             | 3:03 |
| 2.  | Distant Memories                                                                    |             | 2:23 |
| 3.  | Southampton                                                                         |             | 4:01 |
| 4.  | Rose                                                                                |             | 4:52 |
| 5.  | Leaving Port                                                                        |             | 3:26 |
| 6.  | "Take Her to Sea, Mr. Murdoch"                                                      |             | 4:31 |
| 7.  | "Hard to Starboard"                                                                 |             | 6:52 |
| 8.  | Unable to Stay, Unwilling to Leave                                                  |             | 3:56 |
| 9.  | The Sinking                                                                         |             | 5:05 |
| 10. | Death of Titanic                                                                    |             | 8:26 |
| 11. | A Promise Kept                                                                      |             | 6:02 |
| 12. | A Life So Changed                                                                   |             | 2:13 |
| 13. | An Ocean of Memories                                                                |             | 7:57 |
| 14. | My Heart Will Go On (Love Theme from 'Titanic') (paroles écrites par Will Jennings) | Céline Dion | 5:11 |
| 15. | Hymn to the Sea                                                                     |             | 6:26 |

#### Édition Anniversaire

##### Édition standard
Toute la musique est composée par James Horner.
| 1.  | Never an Absolution | 3:03 |
| 2.  | Distant Memories | 2:23 |
| 3.  | Southampton | 4:01 |
| 4.  | Rose | 4:52 |
| 5.  | Leaving Port | 3:26 |
| 6.  | "Take Her to Sea, Mr. Murdoch" | 4:31 |
| 7.  | "Hard to Starboard" | 6:52 |
| 8.  | Unable to Stay, Unwilling to Leave | 3:56 |
| 9.  | The Sinking | 5:05 |
| 10. | Death of Titanic | 8:26 |
| 11. | A Promise Kept | 6:02 |
| 12. | A Life So Changed | 2:13 |
| 13. | An Ocean of Memories | 7:57 |
| 14. | My Heart Will Go On (Love Theme from Titanic) (paroles écrites par Will Jennings, chanson produite par James Horner, Walter Afanasieff, et Simon Franglen) | 5:11 |
| 15. | Hymn to the Sea | 6:26 |

Les musiques de cet album sont d'artistes variés. L'album a été produit par John Altman et toutes les musiques ont été effectuées par le groupe de musique de chambre, Salonisti.
| 1.  | Valse Septembre (Écrit par Felix Godin)                        | 3:41 |
| 2.  | Marguerite Waltz (Écrit par Charles Gounod)                    | 2:35 |
| 3.  | Wedding Dance (Écrit par Paul Lincke)                          | 2:32 |
| 4.  | Poet and Peasant (Écrit par Franz von Suppé)                   | 6:50 |
| 5.  | Blue Danube (Écrit par Johann Strauss)                         | 6:56 |
| 6.  | Song Without Words (Écrit par Piotr Ilitch Tchaïkovski)        | 2:38 |
| 7.  | Estudiantina (Écrit par Paul Lacôme et J. De Lau Lausignan)    | 3:12 |
| 8.  | Vision of Salome (Écrit par Archibald Joyce)                   | 2:43 |
| 9.  | Titsy Bitsy Girl (Écrit par Ivan Caryll et Lionel Monckton)    | 1:37 |
| 10. | Alexander's Ragtime Band (Écrit par Irving Berlin)             | 2:29 |
| 11. | Sphinx (Écrit par Francis Popy, Leo Pouget et Pierre Chapella) | 3:49 |
| 12. | Barcarole (Écrit par Jacques Offenbach)                        | 3:32 |
| 13. | Orpheus (Écrit par Jacques Offenbach)                          | 8:41 |
| 14. | Song of Autumn (Écrit par Archibald Joyce)                     | 3:54 |
| 15. | Nearer My God to Thee (Écrit par Lowell Mason et Sarah Adams)  | 2:50 |

##### Édition collector
L'album collector de l'édition anniversaire contient les deux albums qui se trouvent ci-dessus (Titanic: Music From The Motion Picture (Remastered) et Gentlemen, It Has Been a Privilege Playing With You Tonight), ainsi que les albums Back to Titanic et Popular Music From the Titanic Era dont les titres figurent ci-dessous.
| 1.  | Titanic Suite                                                 | James Horner  | 19:05 |
| 2.  | An Irish Party in Third Class                                 | Gaelic Storm  | 3:48  |
| 3.  | Alexander's Ragtime Band (Écrit par Irving Berlin)            | I Salonisti   | 2:31  |
| 4.  | The Portrait                                                  | James Horner  | 4:44  |
| 5.  | Jack Dawson's Luck                                            | James Horner  | 5:39  |
| 6.  | A Building Panic                                              | James Horner  | 8:09  |
| 7.  | Nearer My God to Thee (Écrit par Lowell Mason et Sarah Adams) | I Salonisti   | 2:51  |
| 8.  | Come Josephine, in My Flying Machine                          | Máire Brennan | 3:33  |
| 9.  | Lament                                                        | James Horner  | 4:37  |
| 10. | A Shore Never Reached                                         | James Horner  | 4:27  |
| 11. | My Heart Will Go On (Dialogue Mix)                            | Céline Dion   | 4:43  |
| 12. | Nearer My God to Thee                                         | Eileen Ivers  | 2:23  |
| 13. | Epilogue - The Deep and Timeless Sea                          | James Horner  | 12:38 |

| 1.  | It's A Long Way to Tipperary                         | John McCormack                     | 3:10 |
| 2.  | Let Me Call You Sweetheart                           | The Halfway House Dance Orchestra  | 3:04 |
| 3.  | Vilia                                                | Guy Lombardo & His Orchestra       | 2:44 |
| 4.  | My Gal Sal                                           | Chick Bullock & His Levee Loungers | 2:57 |
| 5.  | Oh ! You Beautiful Doll                              | Chuck Foster & His Orchestra       | 2:53 |
| 6.  | Martha                                               | Adrian Rollini Trio                | 2:57 |
| 7.  | In The Shade Of The Old Apple Tree                   | Duke Ellington & His Orchestra     | 3:11 |
| 8.  | Waiting At The Church                                | Beatrice Kay                       | 2:38 |
| 9.  | Frasquita Serenade                                   | John Kirby & His Orchestra         | 2:40 |
| 10. | Shine On Harvest Moon                                | Hal Kemp                           | 3:05 |
| 11. | From The Land Of The Sky Blue Water (Alternate Take) | Mildred Bailey & Her Orchestra     | 2:46 |
| 12. | Loch Lomond                                          | Maxine Sullivan & Her Orchestra    | 2:51 |
| 13. | A Hot Time In The Old Town Tonight                   | Miff Mole's Molers                 | 2:46 |
| 14. | Nearer My God To Thee                                | Nelson Eddy                        | 3:10 |